# Campeonato Canadense de Futebol de 2017
O Campeonato Canadense de Futebol (ou oficialmente Amway Canadian Championship) de 2017, foi um campeonato de futebol organizado pela Federação Canadense de Futebol. Disputada nas cidades de Edmonton, Montreal, Ottawa, Toronto e Vancouver. Os times participantes foram o Ottawa Fury, FC Edmonton, Montreal Impact, Toronto FC e o Vancouver Whitecaps. O campeão, classificou-se para Liga dos Campeões da CONCACAF de 2018. Esta foi a décima edição da competição.

## Partidas
Os três times que disputam a Major League Soccer e os dois da North American Soccer League foram chaveados baseados na suas colocações na temporada 2016 das suas competições, com as duas equipes da North American Soccer League disputando uma fase preliminar.
As partidas são disputadas no sistema de ida e volta com a aplicação da regra do gol fora de casa.
|  | Fase preliminar |             |   |   |   |
|  |                 |             |   |   |   |
|  | Ottawa Fury     | Ottawa Fury | 1 | 3 | 4 |
|  | FC Edmonton     | FC Edmonton | 0 | 2 | 2 |

|  | Semifinais          | Semifinais      | Semifinais | Semifinais |   |            | Final | Final | Final | Final |
|  |                     |                 |            |            |   |            |       |       |       |       |
|  | Ottawa Fury         | 2               | 0          | 2          |   |            |       |       |       |       |
|  | Toronto FC          | 1               | 4          | 5          |   |            |       |       |       |       |
|  | Toronto FC          | 1               | 4          | 5          |   | Toronto FC | 1     | 2     | 3     |       |
|  |                     |                 |            |            |   | Toronto FC | 1     | 2     | 3     |       |
|  |                     | Montreal Impact | 1          | 1          | 2 |            |       |       |       |       |
|  | Montreal Impact     | Montreal Impact | 1          | 1          | 2 | 1          | 4     | 5     |       |       |
|  | Montreal Impact     |                 |            |            |   | 1          | 4     | 5     |       |       |
|  | Vancouver Whitecaps | 2               | 2          | 4          |   |            |       |       |       |       |

## Fase preliminar

### Partida de ida
| 3 de maio     | Ottawa Fury  | 1 – 0     | FC Edmonton | Estádio TD Place, Ottawa             |
| 19:30 (UTC−4) | Williams 89' | Relatório |             | Público: 2 567 Árbitro: Juan Marquez |

### Partida de volta
| 10 de maio    | FC Edmonton             | 2 – 3     | Ottawa Fury                             | Estádio Clarke, Edmonton             |
| 19:00 (UTC−6) | Keegan 30' · Nyassi 61' | Relatório | Seoane 1' · Dos Santos 37' (pen), 90+4' | Público: 2 591 Árbitro: David Barrie |

Ottawa Fury venceu por 4–2 no placar agregado.

## Semifinais

### Partidas de ida
| 23 de maio    | Vancouver Whitecaps       | 2 – 1     | Montreal Impact | BC Place, Vancouver                   |
| 19:00 (UTC−4) | Davies 13' · Mezquida 33' | Relatório | Choinière 62'   | Público: 16 831 Árbitro: Drew Fischer |

| 23 de maio    | Ottawa Fury                     | 2 – 1     | Toronto FC  | Estádio TD Place, Ottawa                    |
| 19:00 (UTC−4) | Williams 57' (pen) · Seoane 72' | Relatório | Cheyrou 35' | Público: 7 611 Árbitro: Pierre-Luc Lauziere |

### Partidas de volta
| 31 de maio    | Montreal Impact                                                | 4 – 2     | Vancouver Whitecaps    | Estádio Saputo, Montreal              |
| 19:30 (UTC−4) | Piatti 20' (pen), 28' (pen) · Džemaili 38' · Jackson-Hamel 61' | Relatório | Davies 59' · Greig 77' | Público: 15 213 Árbitro: David Barrie |

Montreal Impact venceu por 5–4 no placar agregado.
| 31 de maio    | Toronto FC                                                 | 4 – 0     | Ottawa Fury | BMO Field, Toronto                    |
| 19:00 (UTC−4) | Edward 41' (g.c.) · Endoh 42' · Delgado 80' · Giovinco 85' | Relatório |             | Público: 15 175 Árbitro: Geoff Gamble |

Toronto FC venceu por 5–2 no placar agregado.

## Final

### Partida de ida
| 21 de junho   | Montreal Impact | 1 – 1     | Toronto FC   | Estádio Saputo, Montreal                 |
| 19:30 (UTC−4) | Mancosu 19'     | Relatório | Altidore 30' | Público: 14 329 Árbitro: Silviu Petrescu |

### Partida de volta
| 27 de junho   | Toronto FC          | 2 – 1     | Montreal Impact | BMO Field, Toronto                    |
| 19:30 (UTC−4) | Giovinco 53', 90+5' | Relatório | Tabla 36'       | Público: 26 539 Árbitro: David Gantar |

Toronto FC venceu por 3–2 no placar agregado.

## Premiação
| Campeonato Canadense de Futebol de 2017 |
| Ontário                                 |
| --------------------------------------- |
| Toronto FC Campeão (6º título)          |

## Artilheiros
| Pos. | Jogador               | País           | Teme                   | Gols |
| ---- | --------------------- | -------------- | ---------------------- | ---- |
| 1    | Sebastian Giovinco    | Itália         | Toronto FC             | 3    |
| 2    | Alphonso Davies       | Canadá         | Vancouver Whitecaps FC | 2    |
| 2    | Steevan Dos Santos    | Cabo Verde     | Ottawa Fury            | 2    |
| 2    | Ignacio Piatti        | Argentina      | Montreal Impact        | 2    |
| 2    | Sito Seoane           | Estados Unidos | Ottawa Fury            | 2    |
| 2    | Ryan Williams         | Inglaterra     | Ottawa Fury            | 2    |
| 3    | Jozy Altidore         | Estados Unidos | Toronto FC             | 1    |
| 3    | Benoît Cheyrou        | França         | Toronto FC             | 1    |
| 3    | David Choinière       | Canadá         | Montreal Impact        | 1    |
| 3    | Marco Delgado         | Estados Unidos | Toronto FC             | 1    |
| 3    | Blerim Džemaili       | Suíça          | Montreal Impact        | 1    |
| 3    | Tsubasa Endoh         | Japão          | Toronto FC             | 1    |
| 3    | Ballou Tabla          | Canadá         | Montreal Impact        | 1    |
| 3    | Kyle Greig            | Estados Unidos | Vancouver Whitecaps FC | 1    |
| 3    | Anthony Jackson-Hamel | Canadá         | Montreal Impact        | 1    |
| 3    | Jake Keegan           | Estados Unidos | FC Edmonton            | 1    |
| 3    | Matteo Mancosu        | Itália         | Montreal Impact        | 1    |
| 3    | Nicolás Mezquida      | Uruguai        | Vancouver Whitecaps    | 1    |
| 3    | Sainey Nyassi         | Gâmbia         | FC Edmonton            | 1    |

Gols contra
| Pos. | Jogador      | País   | Teme        | Gols |
| ---- | ------------ | ------ | ----------- | ---- |
| 1    | Eddie Edward | Canadá | Ottawa Fury | 1    |

## Maiores públicos
Esses são os dez maiores públicos do Campeonato: